# بريتون (ألبرتا)
بريتون (بالإنجليزية: Breton, Alberta)‏ هي village in Alberta تقع في كندا في ألبرتا. يقدر عدد سكانها بـ 496 نسمة ومساحتها 1.73 كم2 .